# Vincenzo Mecozzi
Vincenzo Caetano Onorato Mecozzi, mais conhecido no ambiente artístico e por seus alunos como 'Vicente Mecozzi', (Frascati, 8 de fevereiro de 1909 — São Paulo, 1964) foi um pintor, desenhista e professor ítalo-brasileiro. Era filho de Arnaldo Mecozzi (1876-1932) que também exercia o ofício de pintor.

## Biografia
Chegou ao Brasil, juntamente com sua família, ainda menino. Aprendeu os segredos do uso dos pincéis com seu próprio pai, a quem auxiliou na pintura da decoração de várias igrejas, especialmente a do Santuário do Sagrado Coração de Maria, na capital paulista.
Completou seus estudos na Escola de Belas Artes de São Paulo onde foi aluno dos professores Razzo e Lopes de Leão. Nessa época naturalizou-se brasileiro. Exerceu o magistério em diversos colégios paulistanos, como no Colégio Dante Alighieri, onde era muito respeitado e adorado pelos seus alunos, no Colégio São Luís e no Colégio Sion, ensinando desenho.
Em 1934 expôs pela primeira vez, e o fez no recém inaugurado
Salão Paulista de Belas Artes. Compareceu a várias edições desse Salão, tendo recebido algumas premiações, destacando-se a Grande Medalha de Prata.
Participou, também, da terceira mostra da Família Artística Paulista, realizada no Rio de Janeiro em agosto de 1940. E, em 1951, recebeu uma menção honrosa no I Salão Paulista de Arte Moderna e participou da 1ª Bienal de São Paulo.
Incentivador da criação do Sindicato dos Artistas Plásticos de São Paulo e um dos fundadores do Clube dos Artistas e Amigos da Arte, o famoso Clubinho, de cuja  diretoria chegou a fazer parte como 1º Secretário.
Mecozzi foi um pintor de paisagens e cenas urbanas, geralmente da cidade de São Paulo. Foi artista de largos recursos, desenho sólido e colorido forte ainda que bem equilibrado e de bom gosto. É um pintor apreciado no mercado de artes mas cujo valor ainda não foi suficientemente reconhecido.